# Džibutijske zračne snage
Džibutijske zračne snage (fra. Force Aérienne du Djibouti) je ratno zrakoplovstvo Džibutija te je grana Oružanih snaga Džibutija. Osnovna zadaća ovog ratnog zrakoplovstva je osiguranje suvereniteta zračnog prostora Republike Džibuti te potpora drugim granama u provedbi njihovih združenih operacija.
Na službenom grbu džibutijskih zračnih snaga vide se dvije crne ruke koje predstavljaju dvije najveće etničke skupine u zemlji - Afare i Isse.
Ratno zrakoplovstvo je osnovano 27. lipnja 1977. nakon što je zemlja stekla nezavisnost od Francuske. Prve letjelice koje u floti zračnih snaga bili si transportni zrakoplov Nord N.2501 Noratlas te helikopter Aérospatiale Alouette II.

## Povijest
1982. godine džibutijske zračne snage su povećale svoju zračnu flotu nabavivši dva helikoptera Aérospatiale AS.355F Ecureuil 2 te jedan zrakoplov Cessna U206G Stationair. 1985. je Alouette II povučen iz službe dok su dvije godine kasnije povučena i tri zrakoplova Nord N.2501 Noratlas koji su vraćeni Francuskoj.
Početkom 1990-ih džibutijsko ratno zrakoplovstvo se opremilo s ruskim helikopterima Mil Mi-2, Mi-8 i Mi-17 te jednim lakim transportnim zrakoplovom Antonov An-28.
Ako je bilo potrebno, obuka pilota se vršila u Francuskoj a nastavljala se letenjem kod kuće jer potreba za novim pilotima nije bila velika. Tako za džibutijske zračne snage radi 250 ljudi.

## Zračna flota
| Zrakoplov          | Slika | Nabavljeno od | Vrsta                  | Model              | U službi | Napomena                                                          |
| ------------------ | ----- | ------------- | ---------------------- | ------------------ | -------- | ----------------------------------------------------------------- |
| Cessna 206         |       | SAD           | laki zrakoplov         | U206G              | 1        |                                                                   |
| Cessna 208 Caravan |       | SAD           | laki zrakoplov         |                    | 1        |                                                                   |
| Let L-410 Turbolet |       | Čehoslovačka  | transportni zrakoplov  |                    | 1        |                                                                   |
| Mil Mi-24          |       | SSSR          | jurišni helikopter     |                    | 1        | Helikopter je od 2012. povučen i stavljen u status vojne rezerve. |
| Mil Mi-8           |       | SSSR          | transportni helikopter |                    | 1        | Helikopter je od 2012. povučen i stavljen u status vojne rezerve. |
| Aérospatiale AS355 |       | Francuska     | transportni helikopter | AS.355F Ecureuil 2 | 2        |                                                                   |

## Vanjske poveznice
- International Institute for Strategic Studies (IISS), The Military Balance 2012., London: IISS. ISSN 0459-7222.